# Stenopodidae
Stenopodidae es una familia de decápodos del orden Decapoda, a veces conocidos como camarones bóxer. Hay alrededor de 6 géneros y más de 30 especies descritas en Stenopodidae.El registro más antiguo de la familia data del Devónico.

## géneros
- Juxtastenopus Goy, 2010
- Odontozona Holthuis, 1946
- Richardina A. Milne Edwards, 1881
- Stenopus Latreille, 1819
- † Devonostenopus Jones et al., 2014
- † Phoenice Garassino, 2000